# 月出の中央構造線
月出の中央構造線（つきでのちゅうおうこうぞうせん）は、三重県松阪市飯高町月出にある、大規模な中央構造線の露頭。月出露頭（つきでろとう）とも言う。
2002年（平成14年）12月19日に日本国の天然記念物に指定された。領家帯と三波川帯の境界を成し、中央構造線の学術的な研究において価値の高い断層である。

## 概説
月出の中央構造線は紀伊半島の中央部、高見山から東へ約9kmの地点にある「ワサビ谷」に位置している。高さ80m×幅50mの露頭であり、日本国内では最大級の規模を有する。露頭の北側（正面から見て左側）は赤土であり領家帯に属し、南側（正面から見て右側）は黒土であり三波川帯に属している。土の色の差異は明瞭に視認でき、北側の土の色は花崗岩類のマイロナイト、南側は黒色片岩に由来する。2つの層の接する角度はおよそ60度である。ここを境に、北側が内帯、南側が外帯となる。

## 歴史
発見の経緯は明らかではないが、1959年（昭和34年）の伊勢湾台風で斜面の一部が崩落し、露頭の一部が確認されたのが最初とされる。当時確認されたのはごく一部で、その後の1995年（平成7年）から3年の事業で施工された崖錐除去工事により全体像が明らかとなった。
1995年（平成7年）1月16日と1月17日の両日、飯高町教育委員会の依頼を受けた地質学者の諏訪兼位らが現地調査に入り、中央構造線の露頭であることを確認し、「月出露頭」と命名した。17日は阪神・淡路大震災の当日であり、飯高町でも揺れを観測しているが調査は続けられた。諏訪は早くも1月20日には調査報告をまとめて諏訪が飯高町長宛てに送付し、月出の中央構造線の学術的価値を説くと同時に観察場所の整備を提言した。これを受けた飯高町当局は三重県庁と交渉し、当時櫛田川上流域で進行中であった治山治水事業のうち、1995年（平成7年）から3年の事業計画で進めていた県営治山事業を導入して崖錐除去により月出の中央構造線全体を白日の下にするとともに、観察広場の整備を行った。1997年（平成9年）には日本地質学会の機関誌『地質学雑誌』で月出の中央構造線が取り上げられ、日本中に知られる存在となった。この間、諏訪は4度現地入りして調査や講演会を行った。そのほか、当時の飯高町による広報活動もあり、2002年（平成14年）に日本国の天然記念物指定を受けた。また2007年（平成19年）には日本の地質百選に選定された。
2012年（平成24年）には月出の中央構造線から東へ約5kmの地点にある飯高町粟野および飯高町田引で中央構造線の露頭が元校長の男性によって発見され、学術調査の末、2015年（平成27年）11月14日に「粟野・田引露頭」と名付けられた現地で観察会が開かれた。

## 交通
所在地は松阪市飯高町月出字ハサビ562-1である。松阪市街から自動車で国道166号（旧和歌山街道）を西へ進み、桑原トンネルの脇を北に折れる。そこから飯高町桑原、飯高町月出の集落を抜け、約7kmほど林道を進んだところにある。林道入り口には、獣害防止のフェンスが設けられているが、開閉して入ることができる。林道脇の舗装道を500ｍ程徒歩で下ったところに月出露頭がある。露頭周辺は観察用に整備されているが、崩落の危険があるため、2016年5月現在、観察用の歩道とワサビ谷に降りることはできない。
月出の中央構造線のある、松阪市飯高町月出は2016年（平成28年）4月1日現在、16世帯29人が暮らす山間の集落である。1986年（昭和61年）から民泊を受け入れていたが、高齢化を理由に2007年（平成19年）で集落全体としては民泊の受け入れを終了した。